# 今出宏°
Imadee Hiroshi（イマディィ宏 1969年 - ）は、日本のブルースハープ（10ホールズハーモニカ）奏者/講師・ボーカリスト。

## 来歴
歌謡曲～ニューミュージック～YMOの全盛期に育ち、歳の離れた兄や姉の影響で洋楽やクロスオーバーな音楽を耳にしながら、スティーヴィー・ワンダーなどにも影響を受ける。
1980年代後半、同級生と初めてロックンロールバンドを組み、ボーカリストとして地元や都内などでライヴ活動を始め、ブルースハープも独学で始め、曲の間奏などで吹き始める。
高校卒業後もロックンロールからルーツを辿り、R&B・ブルースなどに影響を受け、地元や横田基地などで活動し始める。この頃から本格的に、ブルースハープの先人達にもアドバイスを受け、都内でのセッションにブルースハープとボーカルで飛び入りし活動。
同時にファンク・レゲエ・ネオ・ソウルなどを取り入れた自身の音楽を作り始める。
1990年代前半に、憧れていたブルースロックギタリスト岩田浩史に誘われ、日本在住のブルースマン・ハイタイドハリスのバンドに入り、レコーディングやツアーを経験し、プロミュージシャンへとシフトしていく。その他、ローラーコースターの山崎よしきに誘われ、日本人のブルースのコンピレーション・アルバムなどにも参加している。この頃、ツアーで共演した石川二三夫にハーモニカのタングブロック奏法を教わり、奏法を切り替える。その後単身ニューヨークへ渡り、飛び入りセッションなどで確かな手応えを感じると同時に、ブラジルのアイアート・モレイラとフローラ・プリムの「FORTH WORLD」を観て衝撃を受け、民族音楽などを絡めたミクスチャー・ロックな音楽をヴィジョンに持ち始める。
1990年代半ば、憧れていたピアニスト本田竹広との共演をきっかけにジャズドラマー日野元彦とも出会い、急激に日本のトップジャズミュージシャンの世界に足を踏み入れる。
この頃からCMソングなども歌い、ポップス界でのデビューも間近になるが、自身の曲や好きな音楽をやりたく多くのスカウトを全て断る。
1995年、本田竹広のアルバムにて、日野元彦・ポールジャクソン・五十嵐一生・臼庭潤とJAZZ FUNK BANDとしてレコーディング、ツアーに参加。同時進行で、自身の曲やプロデュース、作詞・作曲・制作を志し、音楽プロダクション・スイートベイジルに所属。
東芝EMIと契約し、名前を変えてポップスユニットでメジャー活動をしながら、THE CHANG、E-ZEE BANDなどにサポートやゲストで参加。その他CM、ドラマ、映画のレコーディングなどでも多数演奏する。
1999年、本田竹広のワールドミュージックバンド "THE PURE" に参加。
この頃から、劇団スーパー・エキセントリック・シアターの舞台のハーモニカ指導等、アーティストや俳優多数にブルースハープコーチ・講師・トレーナーとして仕事を始める。
自身の音楽やバンドを作品にしたく、多くのジャズミュージシャンを輩出したレーベル EAST WORKS にて、坂本竜太、田中義人、penny-k、アーミンリンツビヒラと組んだ”今出宏°＋KOOLOON”で2000年にアルバムデビュー。2003年に韓国でも発売される。同レーベルの先輩シンガー綾戸智絵のアルバムやツアーにも参加し、エルネグロオラシオ&ロビーアーミンバンドなどと全国ツアーを回る。
2001年にワールドミュージック色を強めた2ndアルバム「MONGO」を塩田哲嗣等と制作。翌年には参加メンバーから発展したジャムバンドMONGO-Xで日野JINO賢二・藤山E.T.英一郎等と西日本を中心にツアー活動をする。
2004年には、元マイルス・デイヴィスバンドにも所属していたピアニスト ジョン・ビーズリーのプロデュースで3rdアルバム"PAHANA"をリリース。  interFMなどにレギュラー出演する。
2005年、三味線奏者の岩間哲也の多国籍バンドJIPANGにレコーディングで参加し、東ヨーロッパ、ルーマニアなどのフェスに幾度か出演する。
2006年、横浜KAMOMEにて歌謡曲やGS、民謡などを織り交ぜ延々とジャムするコンセプトのユニット”サブカルテット”でライブ映像を配信。
2010年、本田竹広の”THE PURE"を受け継ぐ意識で、横浜赤レンガ倉庫のモーションブルーを中心に活動していたオリジナルバンド"aprons"（エプロンズ）にてデモミニアルバムを制作し、ライブ販売する。この時期に自らのルーツである鳥取県の民謡”貝殻節”を宇宙的なアレンジでカバーする。
2011年、ピアニスト永見行崇のプロデュースで、宮川剛と永見とで結成したエレクトリックワールドミュージックトリオ"GANMI-H°"でアルバム"ZENG SING"をリリース。同年、アトス・インターナショナルから自身のバンド”今出宏°+KOOLOON”でライブDVDをリリース。
2011年、プライベートレーベルから、スタンダード・ナンバーのバラード・カバー・アルバム"n-innocent Ballad"をリリース。  
2012年、昭和的なハワイアンをレゲエなどでカバーした”ハワイモニカ”をリリース。
2015年後半からブルースハープ講師以外の音楽活動を休止。
2017年、千葉のベイエリア出身のミュージシャン中心に結成した新しい自身のバンド”APRO BEATS”(エプロビーツ)などで活動を再開。
現在はドラマ・映画・ポップスなど様々なレコーディングに参加のほか、  "今出宏°+KOOLOON"  "APRO BEATS"  18年来不定期に活動しているソウル・ファンクだけをカバー/セッションする”Y-CONNECTION"、植田芳暁のワールドセミアコースティックバンド"MISSION POSSIBLE"  などで活動を続けている。

## ディスコグラフィ

### アルバム
- 2000年　being your slave　今出宏°＋KOOLOON
- 2001年　MONGO　今出宏°
- 2004年　PAHANA　今出宏°
- 2011年
  - ZENG SING　GANMI-H°
  - n-innocent Ballad　今出宏°
- 2014年　ハワイモニカ　今出宏°

## 参加

### レコーディング
矢沢永吉/THE CHANG/真心ブラザーズ/本田竹広/KinKi Kids/E-ZEE BAND/綾戸智恵/Re:Japan/清水ミチコ/ロンドンブーツ1号2号/Skoop On Somebody/SILVA/倖田來未/工藤静香/UVERworld/谷村有美/小柳ルミ子/ Do As Infinity/沢田聖子/YOU/DIXIE TANTAS/ザ・サーフコースターズ/高橋理華/りりィ/MAKOTO/Neo/color/平岩英子/De La Funke/西山はんこ屋＝史夫/Toy(COREA)/風太郎/森大輔/PUSHIM/大塚愛/D-51/馬場俊英/モーニング娘。/塩谷哲/森山直太朗/HOME MADE 家族/いちむじん/植田芳暁高野寛/南佳孝/チャラン・ポ・ランタン他

### ステージ（ゲスト・サポートなど）
THE CHANG/M-BAND/ハイタイドハリス/大木トオル/綾戸智恵/本田竹広/宮野弘紀/日野元彦/日野賢二/E-ZEE BAND/ORITO/馬場俊英/DIXIE TANTAS/De La Funke/akiko/江川ほーじん/オルケスタ・デル・ソル/ファンキー末吉/沢田聖子/PE'Z/BLACK BOTTOM BRASS BAND/TOKU/寺井尚子/田辺マモル/植田暁芳/高野寛/松木恒秀/カズ南沢/田川ヒロアキ他

### テレビドラマ
- 「蘇える金狼」「夢のカリフォルニア」「やまとなでしこ」「アンフェア」「ギルティ」「リアル・クローズ」「紙の月」etc
- 旅番組・火野正平

### ゲーム
- ファイナルファンタジーXIII

### CM
- チョーヤ梅酒、JR西日本etc

### 映画
- 「マーメイド」（COREA）
- 「ALWAYS～三丁目の夕日」
- 「ドラゴンボール」etc